# Mescit Dağı
Der Mescit Dağı ist ein 3239 m hoher Berg im Nordosten der Türkei.
Der Mescit Dağı befindet sich 50 km nördlich der Provinzhauptstadt Erzurum in der gleichnamigen Provinz. Der Berg ist der höchste Gipfel im Gebirgsmassiv Mescit Dağları. Dieses bildet das Quellgebiet des Çoruh, der an dessen Südwestflanke entspringt. Die Berghänge nach Norden und Osten gehören zum Einzugsgebiet des Tortum Çayı, der Teil des Çoruh-Flusssystems ist. Der Serçeme Çayı entwässert das Gebirgsmassiv nach Süden zum Euphrat-Quellfluss Karasu. Der Berg liegt somit an der Wasserscheide zwischen Schwarzem Meer und Persischem Golf.